# 松安街道
松安街道是中国黑龙江省哈尔滨市松北区下辖的一个街道。2017年4月，松安街道从松北街道析出。辖前进1个村，北岸明珠、地中海阳光、前进家园、宜和园、中关村、众和城、大正莅江、华润8个社区，实行街道办事处管行政村和社区居委会的管理体制。